# سعاد صابر
سعاد صابر (مواليد سنة 1950) ممثلة مغربية محترمة، شاركت في عدة أفلام ومسلسلات مغربية. وهي من الممثلات الأكثر تقديرًا في المغرب لما لها من سنين خبرة خاصةً في التلفزيون المغربي.

## المشوار
ولدت الفنانة سعاد سنة 1950، بمدينة الدار البيضاء، ظهرت عندها موهبة التمثيل وهي في سن صغيرة فقد كانت في السابعة من العمر، دخلت عالم التمثيل بعد زواجها، وقد ساعدها زوجها على خطو أولى خطواتها في عالم التمثيل، وقد استطاعت شق مسارها في هذا الميدان، بالرغم من أنه كان من الصعب عليها أن تخلق لنفسها مكانة في زمان كان محظور فيه على المرأة ولوج عالم التمثيل، لكنها استطاعت تخطي كل العقبات، وفرض احترامها على كل المحيطين بها. التقت سعاد صابر برفيق دربها وهي في سن الثامنة عشر، ليكتب لهما الزواج بعد اللقاء الثاني، و نتج عن هذا الزواج، الذي دام أزيد من ثمانية وثلاثين سنة ثلاثة أبناء، هم أسماء، ياسر، وكوثر، وقد كانت سعاد يتيمة الأب وتكفلت جدتها بتربيتها بعد زواج أمها، وكانت جدتها تقسو عليها خوفا عليها من المستقبل [بحاجة لمصدر]، و هذا ما أنشأ من هذه الفنانة امرأة مستقيمة وصارمة، ولطيفة وحنونة في نفس الآن، وبالرغم من عشقها للفن والتمثيل، إلا أنها حرصت دائما على تربية أبنائها أحسن تربية لتخلق منهم رجال ونساء المستقبل، وهي امرأة محبة للطبخ والمطبخ على العموم.

## أعمالها

### أفلام
- 1984: الورطة
- 1998: الواد
- 2004: فطومة
- 2004: الغرفة السوداء
- 2004: أصدقاء من كندا
- 2005: معطف أبي
- 2006: البرتقالة المرة
- 2007: رحيمو
- 2010: هادي والتوبة

### مسلسلات
- 1988: ستة من ستين
- 1988: خمسة وخميس
- 1999: المصابون
- 2000 - 2004: ألف لام
- 2002: خلخال الباتول
- مداولة

## روابط خارجية
- سعاد صابر على موقع IMDb (الإنجليزية)
- سعاد صابر على موقع قاعدة بيانات الأفلام العربية
- سعاد صابر على موقع ألو سيني (الفرنسية)
- سعاد صابر على موقع قاعدة بيانات الفيلم (الإنجليزية)